# Rock and Roll (canção)
"Rock and Roll" é uma canção da banda britânica de rock Led Zeppelin. Lançada como single do seu quarto álbum de estúdio Led Zeppelin IV, em 21 de fevereiro de 1972, com a participação especial do pianista Ian Stewart do The Rolling Stones.

## Composição
Como diz seu título, a canção é baseada numa das estruturas mais populares do rock and roll, a progressão de blues de doze compassos (em lá). "Rock and Roll" é uma das canções mais conhecidas do catálogo da banda.
O guitarrista do Led Zeppelin, Jimmy Page, afirmou que a canção foi composta numa jam session espontânea, enquanto a banda estava tentando (sem sucesso) finalizar a canção "Four Sticks". O baterista John Bonham tocou a introdução de "Keep a Knockin'", de Little Richard, e Page acrescentou um riff de guitarra. Com as fitas registrando tudo, depois de quinze minutos a base da canção estava pronta. A canção também contou com Ian Stewart no piano. Segundo Page:
| “ | Estávamos gravando outro número [Four Sticks]; tínhamos acabado de terminar um take e John Bonham começou a introdução de bateria, e nós entramos atrás. Eu comecei a fazer mais ou menos metade daquele riff que se ouve em Rock n Roll e foi tão empolgante que pensamos, "vamos trabalhar nisso". O riff e a sequência foram realmente naturais para aquelas sequências de doze compassos que se usava naquelas antigas canções de rock, como Little Richard, etc, e foi tão espontânea a maneira com que ela surgiu mais ou menos do nada. | ” |

Page também comentou:
| “ | Eventualmente ela terminou, depois de 12 compassos, mas foi suficiente para saber que havia ali o bastante para se continuar trabalhando em cima. O próprio Robert [Plant] começou imediatamente a cantar em cima dela. | ” |

"Rock and Roll" é uma das poucas canções da banda em que os quatro membros compartilham os créditos pela composição.

## ligações Externas
- Verbete no ASCAP
- "Rock and Roll" - ledzeppelin.com